# Inge Krogh
Inge Marie Krogh (født 13. november 1920 i Odense, død 6. februar 2023 i Horsens) var folketingsmedlem (1973-1984) for Kristeligt Folkeparti. Hun blev medlem af partiet i 1970. Hun udgav i 2007 en selvbiografi, der omhandler hendes politiske liv og Kristeligt Folkepartis dannelse i 1970.